# Christophe Ruer
Christophe Ruer (Nantes, 3 luglio 1965 – Port-Saint-Père, 27 luglio 2007) è stato un pentatleta francese.

## Palmarès
In carriera ha conseguito i seguenti risultati:
- Mondiali:

Moulins 1986: bronzo nel pentathlon moderno a squadre.
Sheffield 1994: oro nel pentathlon moderno a squadre e argento individuale.
Roma 1996: argento nel pentathlon moderno staffetta a squadre.
Città del Messico 1998: bronzo nel pentathlon moderno staffetta a squadre ed a squadre.
- Europei

Székesfehérvár 1997: argento nel pentathlon moderno staffetta a squadre.
Székesfehérvár 2000: argento nel pentathlon moderno staffetta a squadre e bronzo a squadre.